# Annie Zaleski
Annie Zaleski (ur. w Cleveland) – amerykańska dziennikarka i recenzentka muzyczna, znana z publikacji w Rolling Stone, NPR Music, The Guardian, Salon.com, Time, Billboardzie, The A.V. Club, Vulture, Los Angeles Times, Stereogum i in. Autorka książek o tematyce muzycznej, w tym poświęconych biografiom Duran Duran, Cher, Lady Gagi i Taylor Swift.

## Życiorys i działalność
Annie Zaleski urodziła się i wychowała w Cleveland. Jej rodzice byli oddanymi fanami muzyki. Zamiłowanie do niej przekazali swojej córce. Ojciec był zafascynowany nie tylko klasycznym rockiem lat 70., ale także muzyką nowofalową, taką jak w wykonaniu The Cars i U2, zaś matka podziwiała sztukę Broadwayu. Zaleski w latach 90. jako dziecko, żywo interesowała się muzyką lat 80. Wśród jej ulubionych zespołów znalazł się Duran Duran (zwłaszcza jego album Rio), a poza nim również The Smiths, The Police, Thompson Twins i Echo & The Bunnymen. Jej zamiłowanie do muzyki trwało przez cały okres nauki w liceum, studiów na Uniwersytecie Harvarda, aż do karierę w dziennikarstwie muzycznym – najpierw w charakterze redaktorki i felietonistki muzycznej w Riverfront Times w St. Louis, a później jako redaktorki zarządzającej w magazynie Alternative Press w Cleveland. W 2021 roku zadebiutowała książką o albumie zespołu Duran Duran, Rio. Książka była częścią serii wydawniczej 33 ⅓ Bloomsbury Publishing. W 2022 roku ukazała się kolejna książka Zaleski, Lady Gaga: Applause, a w 2024 – Taylor Swift: The Stories Behind the Songs. Ta ostatnia w grudniu 2024 roku zyskała wyróżnienie Bestseller Miesiąca dziennika The New York Times. 6 maja 2025 roku ukazała się książka Zaleski, poświęcona Cher: I Got You Babe: A Celebration of Cher. Na 23 września 2025 roku zaplanowano wydanie kolejnej książki Zaleski, tym razem poświęconej Beyoncé: Beyoncé: The Stories Behind the Songs. W 2025 roku Zaleski została wyróżniona tytułem: Most Interesting People 2025 Cleveland Magazine.
Kilka książek autorstwa Zaleski doczekało się przetłumaczenia i wydania w Polsce: Lady Gaga. Applause. Biografia ikony (2023) i Taylor Swift. Za kulisami piosenek 2024.

## Życie prywatne
W lipcu 2013 roku zawarła związek małżeński z Mattem Wardlowem.

## Publicystyka

### Książki
| Tytuł                                                                                    | Rok wydania      | Wydawca                          | ISBN                   | Źródło |
| ---------------------------------------------------------------------------------------- | ---------------- | -------------------------------- | ---------------------- | ------ |
| Go All the Way: A Literary Appreciation of Power Pop                                     | 2019-11-12       | Rare Bird Books                  | ISBN 978-1-945572-78-4 | [ 10 ] |
| Duran Duran’s Rio                                                                        | 2021-05-06       | Bloomsbury Academic              | ISBN 978-1-5013-5518-9 | [ 11 ] |
| Lady Gaga: Applause                                                                      | wrzesień 2022    | Palazzo Editions                 | ISBN 978-1-78675-052-5 | [ 12 ] |
| Joan Jett & The Blackhearts 40x40                                                        | 2022-05-07       | Z2 Comics                        | ISBN 978-1-940878-54-6 | [ 13 ] |
| Pink: Raise Your Glass                                                                   | czerwiec 2023    | Palazzo Editions                 | ISBN 978-1-78675-126-3 | [ 14 ] |
| This Is Christmas, Song by Song: The Stories Behind 100 Holiday Hits                     | październik 2023 | Running Press Adult              | ISBN 978-0-7624-8272-6 | [ 15 ] |
| Taylor Swift: The Stories Behind the Songs                                               | 2024-09-24       | Thunder Bay Press                | ISBN 978-1-66720-845-9 | [ 16 ] |
| Harry Styles: A Sign of the Times                                                        | wrzesień 2024    | Gemini Books Group               | ISBN 978-1-78675-157-7 | [ 17 ] |
| The Essential... Lady Gaga                                                               | październik 2024 | Gemini Books Group               | ISBN 978-1-917082-43-3 | [ 18 ] |
| We Found Love, Song by Song: The Stories Behind 100 Romantic Hits                        | grudzień 2024    | Running Press                    | ISBN 978-0-7624-8700-4 | [ 19 ] |
| I Got You Babe: A Celebration of Cher                                                    | 2025-05-06       | Running Press                    | ISBN 978-0-7624-8980-0 | [ 20 ] |
| Queens of Disco                                                                          | 2025             | Gemini Adult                     | ISBN 978-1-78675-190-4 | [ 21 ] |
| Beyoncé the Stories Behind the Songs: Every Single Track, Explored and Explained         | 2025-09-18       | Welbeck Publishing Group Limited | ISBN 9781035426584     | [ 22 ] |
| Taylor Swift: The Stories Behind the Songs                                               | 2025-09-30       | Thunder Bay Press                | ISBN 978-1-66721-211-1 | [ 23 ] |
| The Essential... Harry Styles                                                            | 2026-03-17       | Gemini Gift Books Limited        |                        | [ 24 ] |
| Dolly Parton: The Stories Behind the Songs: The Very Best Tracks, Explored and Explained | 2026-04-02       | Welbeck Publishing Group Limited |                        | [ 25 ] |

### Artykuły
Artykuły pisane przez Zaleski są publikowane na łamach takich magazynów jak: Rolling Stone, NPR Music, The Guardian, Salon.com,Time, Billboard, The A.V. Club, Vulture, Los Angeles Times, Stereogum, Spin, The Village Voice, Salon.com, The Harvard Crimson i innych.

### Eseje wprowadzające do Rock and Roll Hall of Fame
Zaleski była autorką esejów wprowadzających do Rock and Roll Hall of Fame: Duran Duran (2022), George’a Michaela (2023) i Cher (2024).